# Aegocrioceras
Aegocrioceras – rodzaj amonitów
Żył w okresie kredy (hoteryw).